# Raymond Saquet
Raymond Saquet (mort en  1358) est un prélat français du XIVe siècle. 
Raymond Sacquet est conseiller au Parlement de Paris et évêque de Thérouanne à  partir de 1334. En 1355 il est élu archevêque de Lyon. Il  confirme les privilèges des citoyens, octroyés par ses prédécesseurs,  par une ordonnance du 24 avril 1357.